# Alert: Missing Persons Unit
Alert: Missing Persons Unit è una serie televisiva poliziesca statunitense creata da John Eisendrath e Jamie Foxx. Ha debuttato su Fox l'8 gennaio 2023. La seconda stagione è stata presentata in anteprima il 5 marzo 2024. Nel maggio 2024 la serie è stata rinnovata per una terza stagione.
In Italia la prima stagione è stata trasmessa su Rai 4 a partire dal gennaio del 2025. La seconda stagione è stata trasmessa a partire dal 19 febbraio 2025.

## Trama
Jason Grant (Caan) e Nikki Batista (Ramirez) indagano su alcuni casi per conto della Missing Persons Unit (MPU) del Dipartimento di Polizia di Philadelphia, cercando allo stesso tempo di scoprire la verità sulla scomparsa del figlio.

## Personaggi e interpreti
- Scott Caan interpreta il detective Jason Grant, ex marito di Nikki, che lavora con lei nella "Missing Persons Unit" (Unità Persone Scomparse) per aiutare le persone a ritrovare i propri cari scomparsi. In passato ha lavorato nel settore della sicurezza privata.
- Dania Ramirez interpreta il capitano Nicolina "Nikki" Batista, comandante dell'Unità Persone Scomparse ed ex moglie di Jason.
- Ryan Broussard nel ruolo del detective sergente Michael "Mike" Sherman. Un detective della MPU e fidanzato di Nikki.
- Adeola Ruolo nel ruolo del detective Kemi Adebayo. Un detective della MPU. È una sciamana con molteplici vite passate che infonde la sua spiritualità nel suo lavoro investigativo.
- Graham Verchere nel ruolo di Lucas Hadley / Keith (stagione 1)
- Fivel Stewart nel ruolo di Sidney Grant, figlia di Jason e Nikki (stagione 1 | ospite - stagione 2)
- Petey Gibson interpreta C. Hemingway, il supervisore dell'unità di diagnostica per immagini dell'Unità persone scomparse. È un ragazzo misantropo, questo è probabilmente legato al suo "essere particolare". (stagione 1 | ospite - stagione 2)
- Alisha-Marie Ahamed nel ruolo di Wayne Pascal (stagione 2) [1]
- Elana Dunkelman nel ruolo di Rachel, un medico legale
- Gil Bellows nel ruolo dell'ispettore Hollis Braun (stagione 2) [1]
- Diana Bang nel ruolo di Helen Gale, una scienziata forense (Stagione 2)

### Ospiti
- Bre Blair nel ruolo di June Butler, la fidanzata e socia in affari di Jason
- Conni Miu nel ruolo di Quinn Walker, la migliore amica di Sidney
- Kendall Gender come canarino, drag queen

## Episodi
| Stagione         | Episodi | Prima TV USA | Prima TV Italia |
| ---------------- | ------- | ------------ | --------------- |
| Prima stagione   | 10      | 2023         | 2025            |
| Seconda stagione | 10      | 2024         | 2025            |